# Vidéky János
Vidéky János (Pest, 1827. január 17. – Budapest, 1901. február 8.) festő és rajztanár, a réz- és acélmetszeteiről ismert Vidéky Károly fia.

## Életútja
Iskolai tanulmányai mellett a zenével is foglalkozott és mint 19 éves ifjú több zeneművet bocsátott közre. Művészeti tanulmányait apjánál folytatta. 1848-ban politikai karikatúrákat készített, ezért emigrálni kényszerült. A szabadságharc lezajlása után, melyben szintén részt vett, előbb Fajszon Kund Vincénél, majd Somssich József gróf kaposújlaki kastélyában, azután pedig Grazban töltötte az időt 1852-ig. E bujdosás után az akkor Velencében élt Berchtold grófi családnál volt nevelő és ott folytatta az akadémián festészeti tanulmányait. Ugyancsak ott 1857-ben műtermet is nyitott, majd 1863-ban 1000 forintos ösztöndíjjal Rómába utazott és a Palazzo Veneziában kezdett dolgozgatni. Velencében 1866-ban megházasodott, aztán Majer István püspök meghívására nemsokára visszatért Magyarországra és tanári állást foglalt el az esztergomi képzőintézetben. Itt festett képei közül fölemlítendők: Krisztus mennybemenetele, Szent Jeromos, a magyarországi Justitia. A fővárosnak ez idő tájt pezsdülni kezdő művészeti élete azonban Vidékyt is ide vonzotta és mint a VIII. kerületi reáliskola rajztanára telepedett le Budapesten. A műipari rajz és ízlés érdekében kifejtett eredményes tevékenysége itt kezdődik. 1880-ban az első edényfestészeti iskolát szervezte, azután pedig a női rajziskolát állította fel a közgyűlés és fővárosi törvényhatósági tanács támogatásával. A kereskedelmi minisztérium megbízásából 1884-ben bocsátotta közre első nagy munkáját: a Módszeres szabadkézi rajzmintákat, mely nagy figyelmet ébresztett. Vidéky különösen a magyar motívumok felkutatásában szerzett érdemeket. Mióta a fővárosnál működött, minden törekvése oda irányult, hogy az iparrajzoktatást előbbre vigye és ezt a célt szolgálja Módszeres rajzoktatás c. munkája is, melyet a legelső párizsi cégek egyike adott ki magyar, francia és német nyelven. Vidéky kezdeményezésére jött létre Budapesten a nagyszabású iparrajziskola, melynek első igazgatója lett egészen haláláig. Az első edényfestészeti iskolát szervezte, azután pedig a női rajziskolát állította fel.
Cikke a budapesti VIII. ker. főreáliskola Értesítőjében (1873. A rajzolás jelentősége).

## Munkái
- Vezérfonal a szabadkézi rajziskolában. Bpest, 1882.
- Szabadkézi rajzminták az alsó ipariskolák számára. Szöveggel. Uo. 1882. Három füzet.
- Módszeres rajzoktatás. Páris, év n. Három rész, 14 füzet. (Magyar, franczia és német szöveggel.)